# Home of the Brave (Laurie Anderson)
Home of the Brave è un album di Laurie Anderson pubblicato nel 1986 e derivato, in parte, dalla colonna sonora dell'omonimo film.
Alcuni brani sono stati registrati in studio e risultano alquanto differenti dalle corrispondenti versioni contenute nel film.
Tutte le musiche e i testi sono di Laurie Anderson.
Il brano Language is a Virus è prodotto da Nile Rogers.

## Tracce
1. Smoke Rings – 7:00
2. White Lily – 1:16
3. Late Show – 4:30
4. Talk Normal – 5:27
5. Language Is a Virus – 4:10
6. Radar – 2:01
7. Sharkey's Night – 6:16
8. Credit Racket – 3:28